# Meluntur
Meluntur is een bestuurslaag in het regentschap Lamongan van de provincie Oost-Java, Indonesië. Meluntur telt 419 inwoners (volkstelling 2010).